# Фердинанд де Линь
Фердинанд-Ламораль де Линь (фр. Ferdinand-Lamoral de Ligne; 7 августа 1686 — 9 мая 1757) — принц де Линь, князь Священной Римской империи, австрийский военачальник.

## Биография
Третий сын принца Анри-Луи-Эрнеста де Линя и Хуаны Моники де Арагон-и-Бенавидес.
Граф де Силли, пэр Эно. Носил титул принца де Линь в немецком значении этого слова; его отец и старшие братья были, собственно,  князьями де Линь.
Во время войны за Испанское наследство поступил на испанскую службу капитаном кавалерии. Отличился в битве при Рамийи, после чего перешел на службу к австрийцам, где также доказал свое мужество в битвах при Ауденарде и Мальплаке.
В 1717 году вместе со старшим братом Клодом-Ламоралем II отправился на турецкую войну, где оба отличились при взятии Белграда.
14 ноября 1723 произведен в генерал-фельдвахтмейстеры, 16 июля 1725 стал командиром собственного драгунского полка, сформированного из частей трех других полков.
Принимал участие во всех последующих войнах Марии Терезии, 25 ноября 1733 произведен в генерал-фельдмаршал-лейтенанты, 8 января 1744 в генералы кавалерии, 29 июня 1754 стал генерал-фельдмаршалом.
По сведениям Ф. В. Гуталса, ссылающегося на генеалогию дома Колома, был женат на N де Мезьер, от которой имел двух детей, умерших в юном возрасте. Другие авторы пишут, что он был холост.
По характеру был набожным и педантичным, и в памяти племянника, принца Шарля-Жозефа, запечатлелся своей любовью к войне и ненавистью к французам.